# Médiane de Tukey
En statistique, la médiane de Tukey est une statistique généralisant la médiane à des statistiques définies dans un espace de dimension supérieure à 1. Elle a été introduite par John Tukey en 1975. C'est un indicateur de tendance centrale.

## Définition
Soit X une variable aléatoire suivant une loi de probabilité {\displaystyle \mathbb {P} } définie sur un espace de probabilités dans {\displaystyle \mathbb {R} ^{n}}. La profondeur de Tukey ou profondeur de demi-espace (halfspace depth) d'un point {\displaystyle \mu \in \mathbb {R} ^{n}} est la probabilité minimale possible sur un côté d'un hyperplan passant par {\displaystyle \mu \in \mathbb {R} ^{n}} :
{\displaystyle D_{\mathrm {Tukey} }(\mu ;\mathbb {P} )=\inf _{v\in \mathbb {R} ^{n}}\mathbb {P} (v^{T}(X-\mu )\geqslant 0).}
La profondeur de Tukey peut être comprise comme la plus petite quantité d'observations qui peut être contenue dans un demi-espace dont la frontière passe par un point donné.
La médiane de Tukey d'une loi {\displaystyle \mathbb {P} } est alors le points de profondeur de Tukey maximale :
{\displaystyle T(p)=\mathrm {arg} \max _{\mu \in \mathbb {R} ^{n}}D_{\mathrm {Tukey} }(\mu ;\mathbb {P} ).}
Dans le cas où le problème de maximisation ci-dessus admet plusieurs solutions, on définira la médiane de Tukey comme le centre de gravité de l'ensemble solution.

## Propriétés
En dimension 1, la médiane de Tukey est la médiane usuelle.
La médiane de Tukey est un indicateur de tendance centrale robuste.